# 大黄鱼岛
大黄鱼岛是钓鱼岛及其附属岛屿中的一个附属小岛，位于钓鱼岛南，坐标为25°44.4′N 123°28.6′E。2012年3月3日，中华人民共和国国家海洋局、民政部公布它们的标准名称
。
大黄鱼岛紧邻钓鱼岛主岛，在汇鱼湾内，东龙尾东侧。面积较小，仅约千平方米左右，与钓鱼岛海岸相距不足50米。

## 外部連結
- 中華民國內政部釣魚臺列嶼簡介（繁體中文）
- ウオッちず 地図閲覧サービス（試験公開）（页面存档备份，存于）（日本国土地理院の地形図）（日語）